# Стадіон ІФНТУНГ імені Анатолія Гемби
Стадіон спортивного комплексу імені Анатолія Гемби в Івано-Франківську, або стадіон ІФНТУНГ — багатофункціональний стадіон у місті Івано-Франківськ. Домашня арена студентського футбольного клубу «Факел» (Івано-Франківськ).

## Історія
У другій половині 70-х років ХХ ст. спорудження стадіону стало невід'ємною складовою проекту з масштабного будівництва учбового корпусу фізичного виховання (спорткомплексу) тодішнього інституту нафти і газу. Об'єкт введений в експлуатацію на початку 1980-х років. Це був один із перших у місті стадіонів, побудованих за радянських часів. Перебуває у власності Івано-Франківського національного технічного університету нафти й газу. У зв'язку зі зміною назви навчального закладу в 1994 році перейменований в стадіон ІФДТУНГ, а у 2001 році — на стадіон ІФНТУНГ.  
Вже тривалий час на футбольному полі арени у змаганнях різного рівня виступає студентська команда університету. 
У 2004 році ІФНТУНГ став одним зі співзасновників професіонального футбольного клубу «Факел» (Івано-Франківськ), який сформувався на базі студентської команди закладу та отримав право виступів у Другій лізі чемпіонату України. За підсумками сезону 2006/07 років клуб здобув путівку до Першої ліги чемпіонату України. Для «Факела стадіон, який вміщує 5000 глядачів, мав статус домашньої арени у період виступів клубу в змаганнях Другої ліги ПФЛ.
2017 року розпочалася серйозна робота з реконструкції стадіону, яка охоплювала масштабні заходи з оновлення футбольного поля, легкоатлетичних секторів та ремонту підтрибунного манежу. У відповідність до міжнародних вимог було приведено легкоатлетичне ядро арени. Модернізований стадіон відкрили для занять спортом 24 листопада 2020 року.
29 березня 2024 року стадіону було присвоєно 1 категорію, яка дозволяє приймати матчі рівня Другої ліги ПФЛ України, юнацьких команд (U-19) Прем'єр-ліги України, жіночих ліг і Кубку України до стадії 1/8 фіналу.